# Фертьйо-Ханшаг
Фертьйо-Ханшаг (угор. Fertő-Hanság Nemzeti Park) — національний парк в північно-західній  Угорщині на кордоні з  Австрією, в медьє Дьйор-Мошон-Шопрон. Національний парк займає територію 235,88 км², відкритий в 1994 рік р. Територія парку навколо озера Фертьйо примикає до австрійського національному парку Нойзідлерзеє-Зеєвінкель. Озеро і його околиці включені до Списку об'єктів Всесвітньої спадщини ЮНЕСКО в Європі (Світова спадщина ЮНЕСКО). Відвідування парку можливо з організованою екскурсією, окремі території закрито для відвідування людей взагалі.
Парк складається з двох великих територій: околиці озера Фертьйо і регіон Ханшаг.

## Фертьйо
Озеро Фертьйо (угор. Fertő-tó, нім. Neusiedler See) — четверте за величиною озеро Центральної Європи, унікальний біосферний заповідник. Площа озера близько 315 км², глибина при цьому в середньому становить близько 1 м. Дзеркало озера на 88 % покрите очеретом, через нього прорубано спеціальні проходи для човнів. В озеро впадає декілька струмків, стік з озера зарегульований, воно з'єднане каналом з басейном Дунаю). Фертьйо — найзахідніше в Європі рівнинне солончаковое озеро. Вода озера дуже солона, її рівень зазнає великі коливання — кілька разів в історії відзначалося його повне висихання (останній раз в 1870-х роках).
В озері живе 15 видів риб (найпоширеніші — в'юн, судак, щука і сазан). Води озера багаті різними видами безхребетних, а в заростях очерету мешкають різні види рідкісних комах.
На озері Фертьйо в природних умовах можна спостерігати понад 300 видів гніздових та перелітних птахів, серед яких безліч видів чапель (включаючи велику білу), а також колпицю, диких гусей, пірникозів, свищів, очеретянок та багато інших.
Під час сезонних міграцій тут зупиняються бекаси, гуменники та пісочники. Серед рідкісних видів птахів варто відзначити червоноволу казарку,  орлана-білохвоста та  лунів.
Берегом озера прокладено навчальну стежку, з якої орнітологи і відвідувачі парку можуть спостерігати за тваринами заповідника.
Уздовж західного берега озера проходить гряда Фертьйомеллек, складена вапняками, які розроблялися в численних каменоломнях з часів Стародавнього Риму до 1948 р. Пагорби вкриті лісами і дуже мальовничі, на них росте велика кількість рідкісних видів рослин.
На південний схід від озера простяглися солончакові степи, які поступово переходять у Ханшаг. Характерна особливість цієї території — те, що під час повені вона майже повністю ховається під водою, потім протягом літа поступово висихає, утворюючи низку солоних озер. Озера поступово стають все меншими, поки зовсім не висихають до осені, концентрація солі при цьому підвищується.

## Ханшаг

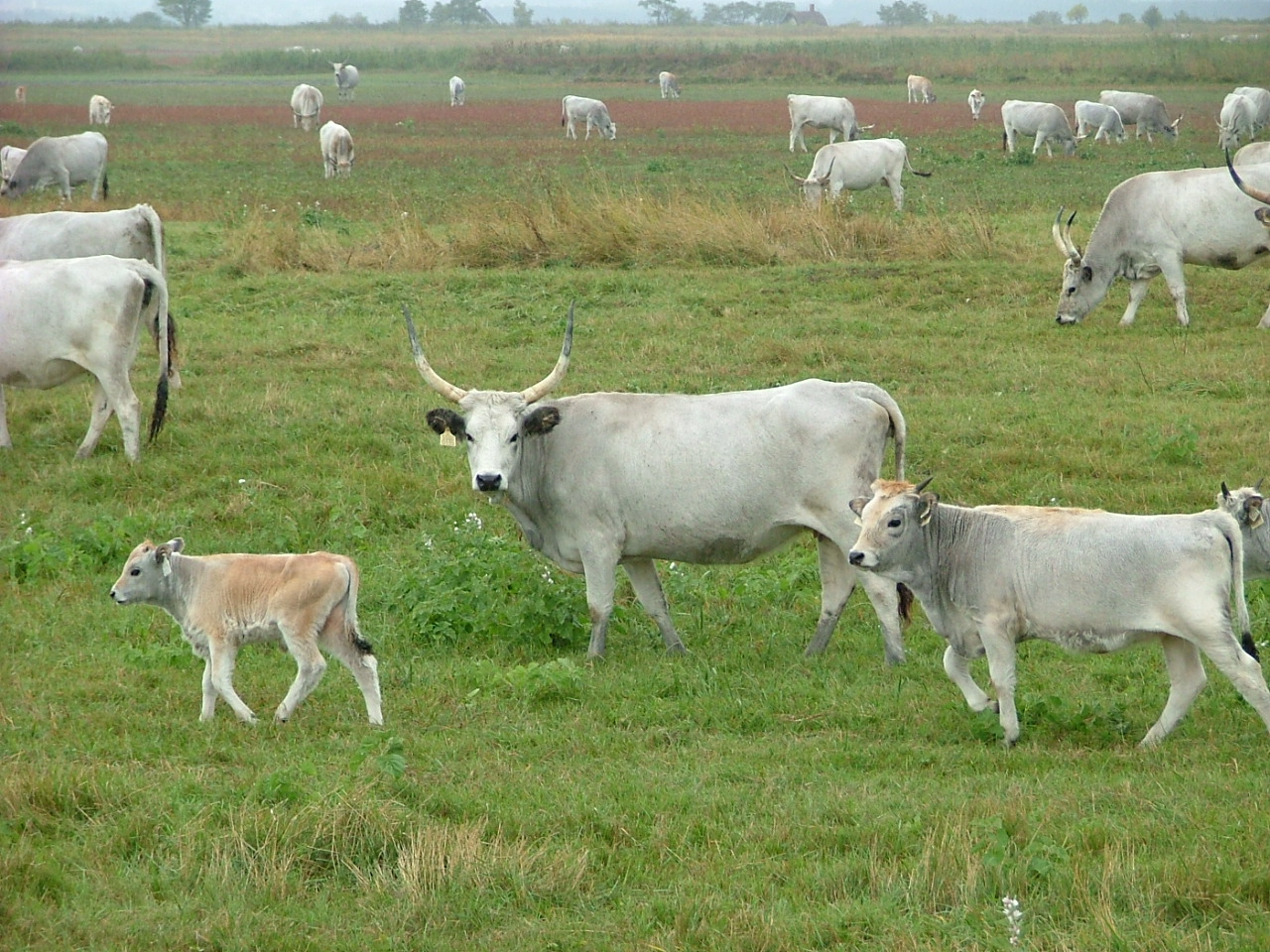
Ферте-Ханшаг

Ханшаг — болотистий рівнинний район на південний схід від озера Ферте. Його вигляд визначають торфові озера і низинні болота, які періодично покриваються водою і утворюють численні острівці. Ґрунти Ханшагу — торф'яні.
Ханшаг складається з двох великих частин: Капуварського Ханя і Лебеньского Ханя. На півдні Ханшагу розкинулася заплава річки Репце, на березі річки розташований реліктовий ліс Чафорді. Колись численні озера Ханшагу по більшій мірі пересохли, серед тих, що збереглися, виділяються Королівське озеро (Király-tó) і невеликі озера місцевості Токьоз (Tóköz).
Флора і фауна Ханшагу відрізняється великою різноманітністю і високим ступенем схоронності. Тут, як і на озері Фертьйо, можна спостерігати велику кількість водоплавних птахів, в лісах живуть олені і кабани, а на відкритих пасовищах, як і в  національному парку Гортобадь пасуться стада буйволів, сірих угорських биків та овець породи «рацька».
По території Ханшагу прокладено кілька навчальних стежок.

## Галерея

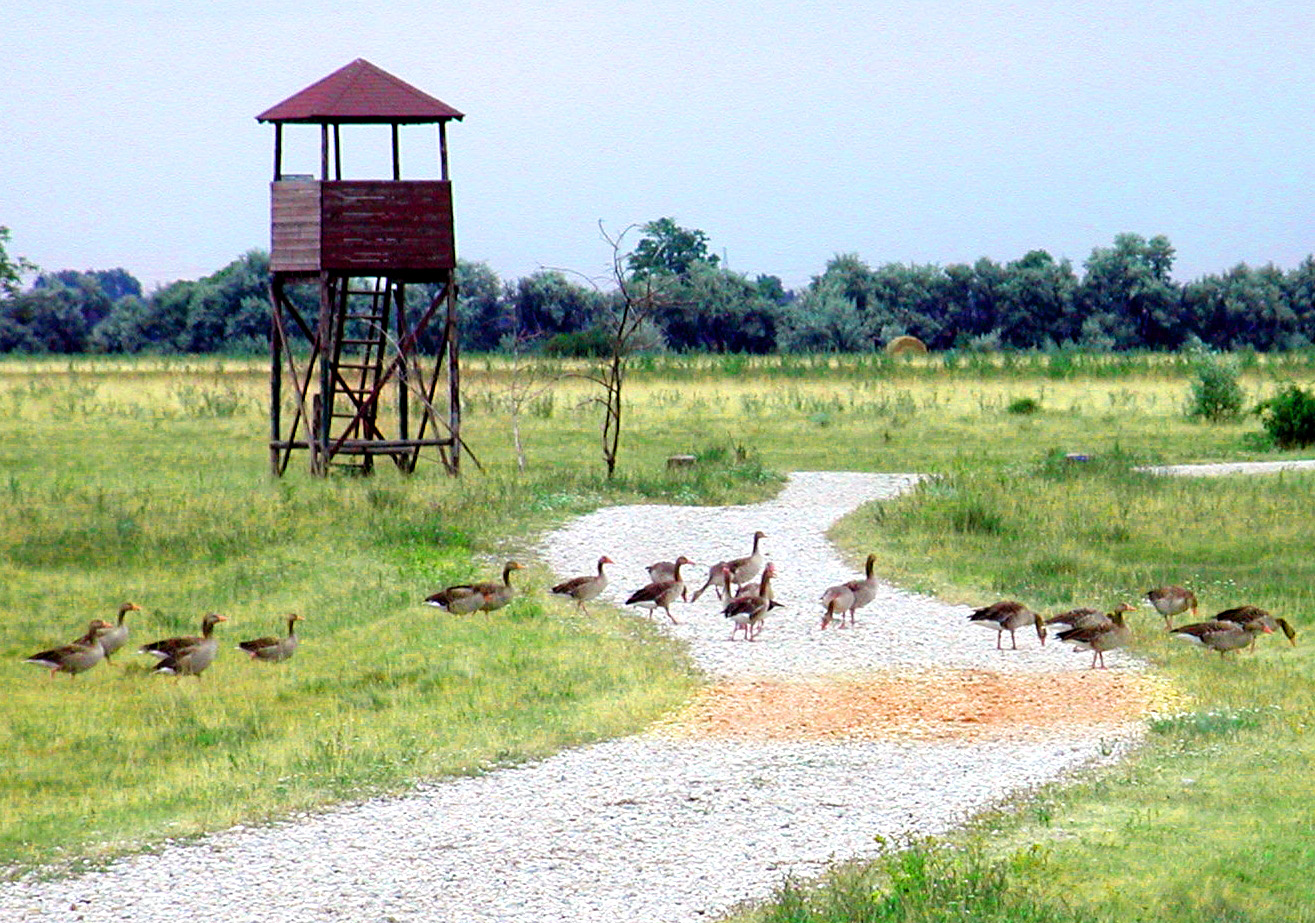
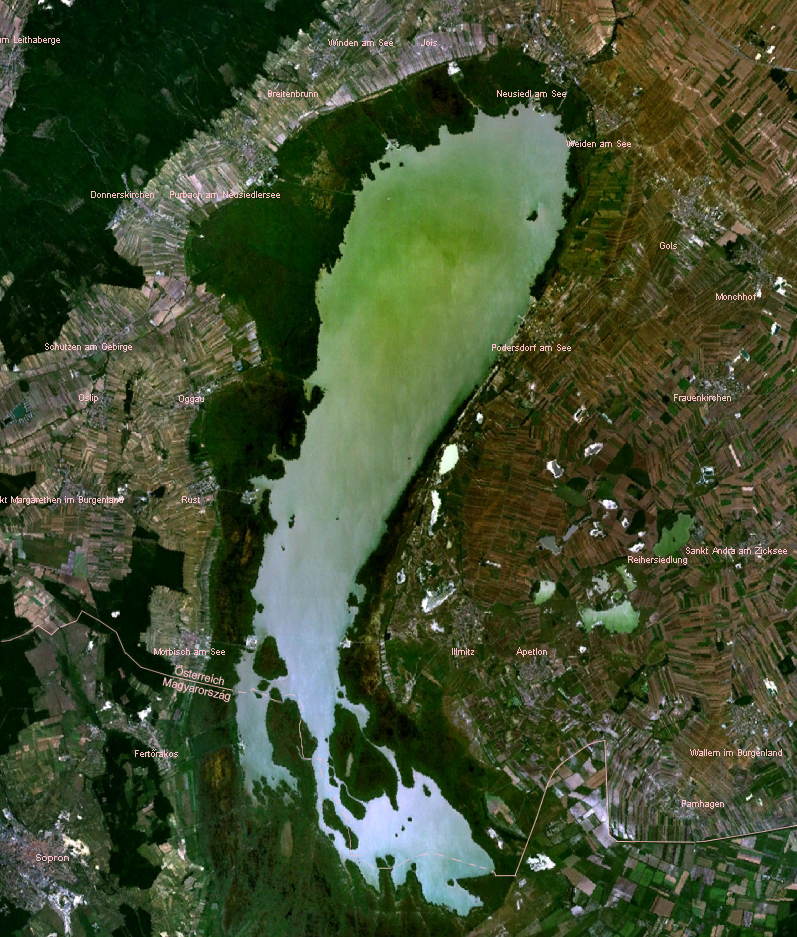
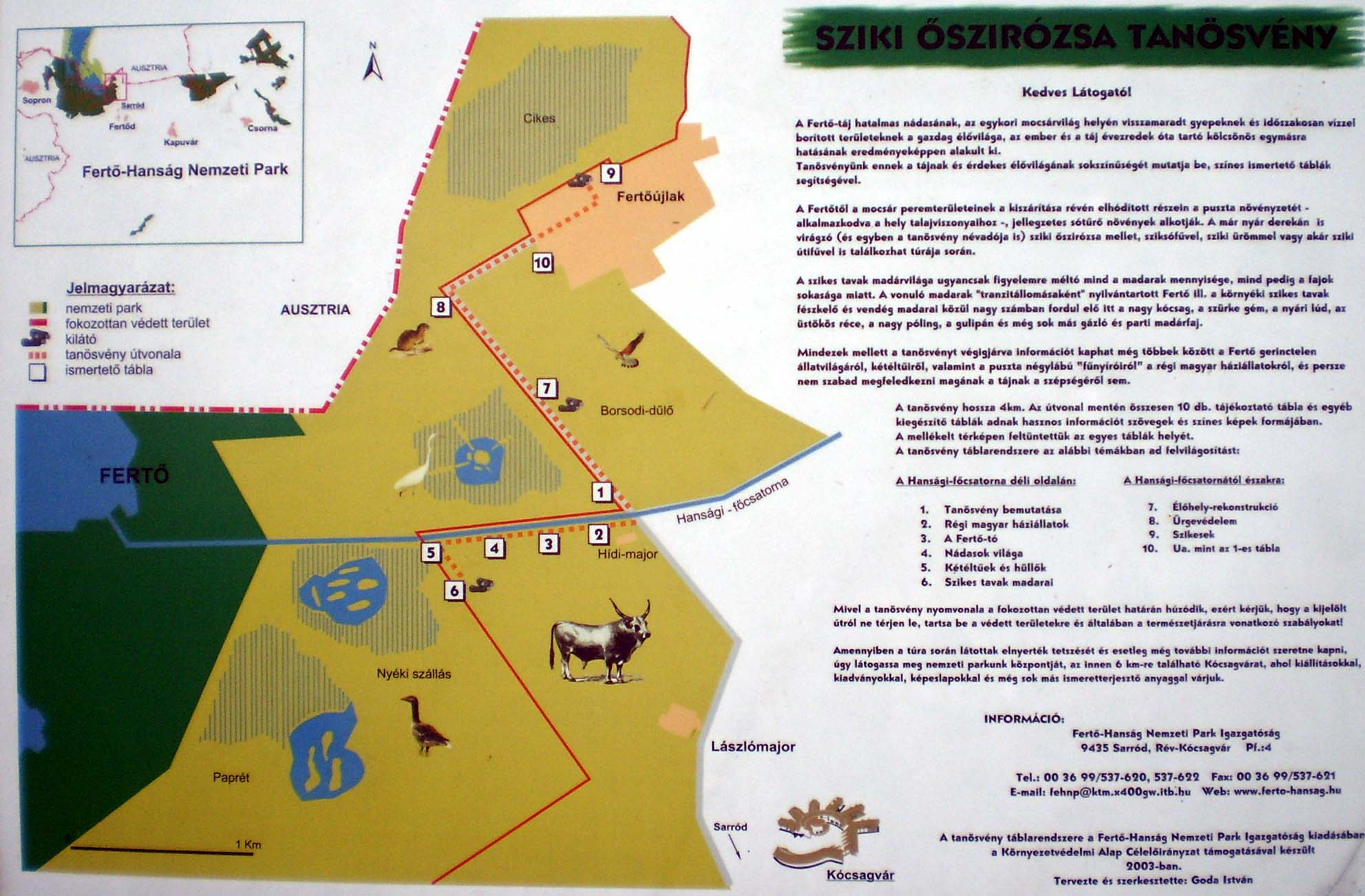

## Ресурси Інтернету
- Вікісховище має мультимедійні дані за темою: Фертьйо-Ханшаг
- Офіційний сайт парку (угор.) [Архівовано 6 червня 2007 у Wayback Machine.]
- Національний парк Фертьйо-Ханшаг на сайті «Угорщина — погляд зсередини»
- A NP bővebb bemutatása
- Fertő tó Wiki (németül) [Архівовано 7 травня 2007 у Wayback Machine.]
- KvVM TIR Fertő-Hanság Nemzeti Park interaktív térkép
- Fertő-Hanság Nemzeti Park leírása [Архівовано 24 травня 2014 у Wayback Machine.]
- Határon átívelő tájak karaktere [Архівовано 19 травня 2014 у Wayback Machine.] (MEK)

1. ↑  https://rsis.ramsar.org/ris/420